# John Butler Yeats

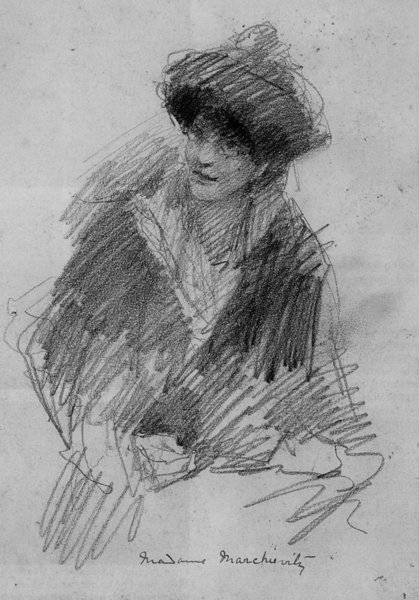
Retrat de Constance Markiewicz, una política irlandesa. Dibuix a llapis.

John Butler Yeats (Tullylish, Comtat de Down, 16 de març de 1839 - Chestertown, Nova York, 3 de febrer de 1922) va ser un artista irlandès.

## Biografia
Pare del Premi Nobel de literatura William Butler Yeats, del també pintor Jack Butler Yeats i de l'empresària i tipògrafa Elizabeth Yeats, és conegut per la seva interpretació del retrat del jove William Butler, que es pot veure al museu Yeats en la Galeria Nacional d'Irlanda. El seu retrat de John O'Leary (1904) és considerada la seva obra mestra. (Raymond Keaveney 2002).
Educat en el Trinity College de Dublín, John Butler Yeats va començar la seva carrera com a advocat i va treballar amb Isaac Butt, abans de prendre la decisió de dedicar-se a la pintura el 1867, i després d'haver estudiat a l'Escola d'Art Hearthleys. Hi ha pocs documents de les seves vendes, de manera que no existeix un catàleg de les seves obres en col·leccions privades. És possible que alguns dels seus primers treballs fossin destruïts durant la Segona Guerra Mundial.
No hi ha dubte que Butler hagués tingut grans problemes a la recerca de clients. Molts esbossos i pintures a l'oli són fàcils de trobar a cases particulars d'Irlanda, Anglaterra i els Estats Units. Les seves últimes obres les descriuen els crítics d'una gran sensibilitat amb relació als models. Tanmateix, no va ser un gran home de negocis, per la qual cosa la seva situació financera no va ser gaire bona.
Va canviar de residència diverses vegades entre Anglaterra i Irlanda. Amb 69 anys, es va traslladar a Nova York, on va formar part del cercle de pintors de l'Escola Ashcan.